# آئروپوستال
آئروپوستال(رسمی: شرکت عمومی حمل و نقل هوایی آئروپوستال ) یک شرکت هواپیمایی پیشرو بود که از سال ۱۹۱۸ تا ۱۹۳۳ فعالیت می‌کرد. این شرکت در سال ۱۹۱۸ در تولوز، فرانسه، به عنوان شرکت هوایی لاتکوئر تأسیس شد. که همچنین به عنوان خطوط هوایی لاتکوئر یا به سادگی لاتکوئر نیز شناخته می‌شود.